# موبایل (ترانه)
«موبایل» (انگلیسی: Mobile) ترانه‌ای اثر خواننده-ترانه‌سرای کانادایی آوریل لوین است که برای اولین آلبوم استودیویی‌اش، رها کردن (۲۰۰۲)، است. در مه ۲۰۰۳، ترانه به‌عنوان پنجمین و آخرین تک‌آهنگ آلبوم در نیوزیلند منتشر شد.